# Cine La Esperanza

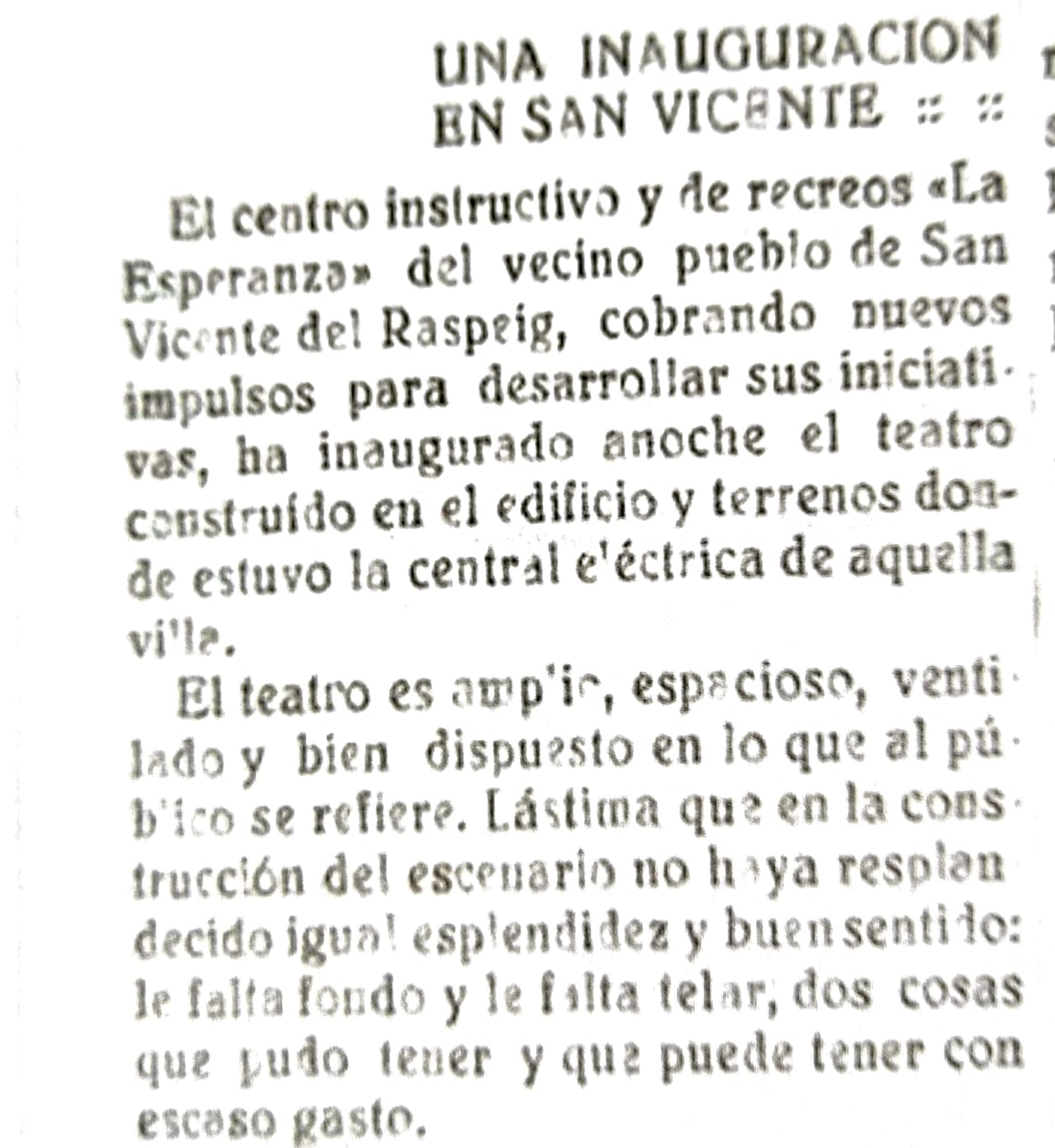
Fragmento del Diario de Alicante del 26 de julio de 1926 en el que trata la apertura del teatro La Esperanza en San Vicente del Raspeig

El Cine La Esperanza es un complejo de proyección cinematográfica situado en pleno centro urbano del municipio de San Vicente del Raspeig (Alicante), España. Cuenta con dos salas de cine, una de ellas al aire libre.

## Historia

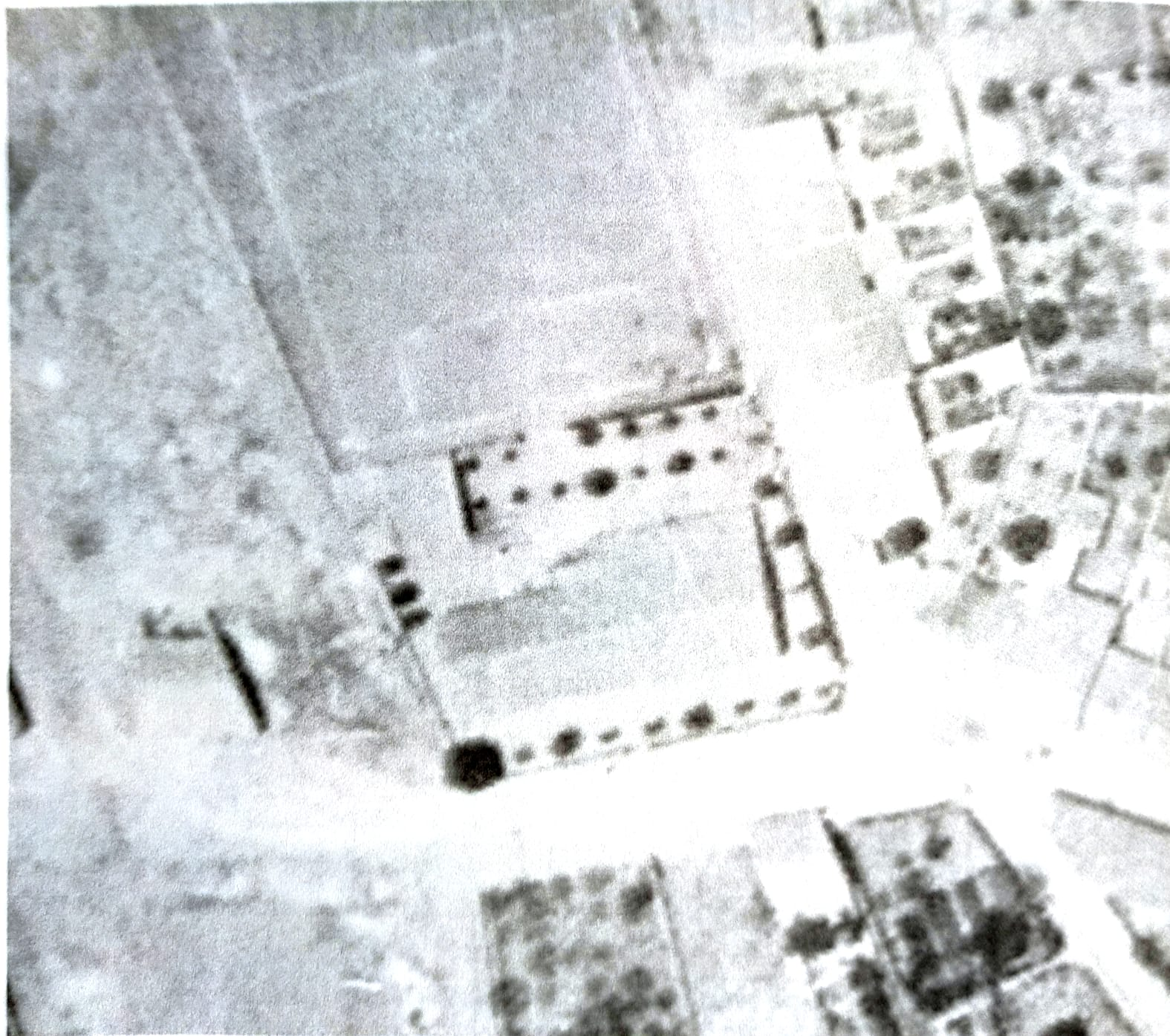
Fotografía aérea de 1929 de San Vicente del Raspeig donde se puede ver el teatro La Esperanza con su patio (13 pinos, uno por cada miembro fundador) junto al campo de futbol donde jugaba el equipo de la Unión Deportiva.

El teatro del Centro instructivo y de recreo La Esperanza se inauguró el 24 de julio de 1926 junto a un campo de fútbol donde jugaba el equipo de la Unión Deportiva, ligado a la Sociedad Musical La Esperanza, fundada en marzo de 1905. Desde entonces en este teatro y en su patio de verano se proyectó cine y se representaron diferentes géneros teatrales como sainetes valencianos, dramas, conciertos y muchos otros espectáculos al igual que en otros centros culturales de San Vicente como el Teatro Principal, el Café Botella o la Casa de la Democracia, donde ensayaba la Sociedad rival del pueblo, La Armonía.
Tras la guerra, el cine la Esperanza fue el único de todos estos lugares que prosiguió con su actividad debido a la adscripción de centro-derecha de la Sociedad Musical La Esperanza durante la II República (1931-1939), que le permitió seguir existiendo durante los primeros años de la dictadura franquista tras la guerra civil española (1936-1939). Años más tarde, en 1950 fue adquirido por los hermanos Alfonso y Manuel Vives López, tíos maternos del actual propietario, José Manuel Alberola Vives. En 1987 el cine pasó a manos de José Manuel Alberola Vives, actual propietario del complejo que sigue gestionando el negocio familiar.
A lo largo de su historia, La Esperanza ha sido lugar de celebración todo tipo de actos y presentaciones de las fiestas patronales, moros y cristianos y hogueras de San Vicente. Además ha acogido conciertos musicales de toda clase, asambleas de entidades, seminarios y congresos. El PSOE de San Vicente celebra en el cine de verano desde sus inicios en los años 1970 sus principales mítines políticos. En los años 1970 y 80 acogió numerosas veladas de boxeo. En 2017 acogió por primera vez, la Gala del Deporte donde se premió a los mejores deportistas locales.
La Esperanza ha sido de los pocos cines históricos que ha logrado competir tras el afloramiento de los grandes multicines, aumentando cada vez más su popularidad debido a la política de últimos estrenos a precios bajos (3 euros la entrada), política que también mantiene en la cafetería.
A principios del siglo XXI, José Manuel Alberola, propietario del cine, recibió una oferta millonaria para comprar el edificio, oferta que fue rechazada para seguir manteniendo el negocio familiar que pasa de padres a hijos.

## Descripción
El cine cuenta cuenta con unas taquillas que sirven para comprar entradas desde el exterior del recinto. En el hall principal encontramos la cafetería compuesta por una amplia barra clásica española donde se venden todo tipo de productos, en el que destaca el famoso bocata de tortilla de patatas que es especialidad de la casa. Desde el hall se accede a la sala de cine compuesta por una gran pantalla y un patio de butacas con capacidad para 1.154 espectadores.
Existen dos plantas superiores al hall, que sirven de salas de reuniones donde se celebran cumpleaños infantiles entre semana. Desde el hall también se accede al cine de verano, situado en una amplia terraza que mantiene frondosos pinos con muchos años manteniendo la esencia de los patios antiguos en un entorno totalmente urbano de edificios.

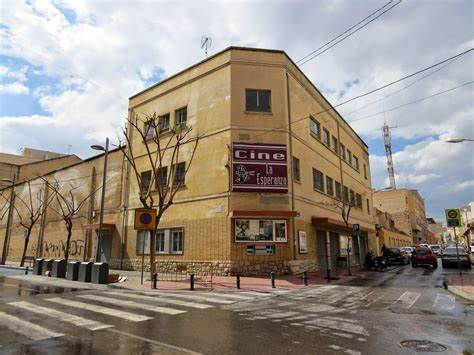
Taquilla y fachada del cine La Esperanza (Actualidad)

Actualmente se ha convertido en uno de los principales atractivos del municipio desde el punto de vista turístico, ya que La Esperanza logra atraer los fines de semana a muchos espectadores de otros municipios.